# R. c. Lifchus
R c. Lifchus, est un arrêt de principe de la Cour suprême du Canada sur le fondement juridique de la norme « hors de tout doute raisonnable » pour le droit criminel. Le juge Cory a décrit plusieurs principes fondamentaux de la norme du doute raisonnable et a fourni une liste de points qui doivent être expliqués au jury lorsqu'il doit examiner la norme.

## Contexte
William Lifchus était un courtier en valeurs mobilières qui a déformé la valeur d'une obligation dans son compte sur marge personnel à son employeur, en lui arrachant une somme d'argent substantielle. Il a été accusé de fraude et de vol de plus de 1 000 $.
Lifchus a été reconnu coupable de fraude devant un jury. Il a interjeté appel au motif que le jury avait été mal informé de la norme de la preuve hors de tout doute raisonnable ».
La Cour était saisie de quatre questions :
1) Le juge du procès doit-il fournir au jury une explication de l'expression « doute raisonnable » ?
2) Si oui, comment expliquer ce concept au jury ?
3) L'accusation en l'espèce équivalait-elle à une erreur sur le sens de « doute raisonnable » ?
4) Si l'accusation en l'espèce était insuffisante, cette Cour devrait-elle donner effet à la disposition réparatrice énoncée à l'article 686 (1) (b) (iii) du Code criminel?

## Avis de la Cour
La Cour a donné raison à Lifchus et a ordonné un nouveau procès. L'opinion de la Cour a été rédigée par le juge Cory avec une opinion minoritaire par la juge L'Heureux-Dubé.
Cory a profité de l'affaire pour décrire l'importance de la norme hors de tout doute raisonnable ». Il l'a décrit comme un principe fondamental de la justice pénale et était lié à la présomption d'innocence. À ce titre, la description de la signification au jury doit être faite avec beaucoup de soin.

### Directives
Cory énonce une série de principes sur la base desquels un juge du procès doit formuler sa définition du «doute raisonnable» à l'intention d'un jury.

Il faut expliquer que :
- la norme de preuve hors de tout doute raisonnable est inextricablement liée à ce principe fondamental de tout procès criminel, la présomption d'innocence;
- la charge de la preuve repose sur l'accusation tout au long du procès et ne se reporte jamais sur l'accusé ;
- un doute raisonnable n'est pas un doute fondé sur la sympathie ou les préjugés ;
- il est plutôt basé sur la raison et le bon sens ;
- il est logiquement lié à la preuve ou à l'absence de preuve ;
- il n'implique pas la preuve d'une certitude absolue ; ce n'est pas une preuve hors de tout doute ni un doute imaginaire ou frivole ; et
- il faut plus que la preuve que l'accusé est probablement coupable - un jury qui conclut seulement que l'accusé est probablement coupable doit acquitter.

En revanche, certaines références au niveau de preuve requis doivent être évitées. Par exemple:
- décrire le terme « doute raisonnable » comme une expression ordinaire qui n'a pas de signification particulière dans le contexte du droit pénal ;
- inviter les jurés à appliquer à la tâche qui leur est confiée la même norme de preuve qu'ils appliquent aux décisions importantes, voire les plus importantes, de leur propre vie ;
- assimiler la preuve « hors de tout doute raisonnable » à la preuve « à une certitude morale » ;
- qualifier le mot « doute » d'adjectifs autres que « raisonnables », tels que « sérieux », « substantiel » ou « obsédant », qui peuvent induire le jury en erreur ; et
- indiquer aux jurés qu'ils peuvent déclarer coupables s'ils sont « certains » que l'accusé est coupable, avant de leur fournir une définition appropriée du sens des mots « hors de tout doute raisonnable ».

## Conséquences
Les arrêts ultérieurs  R c. Bisson , [1998] 1 RCS 306 et  R cé Starr , [2000] 2 RCS 144 élaborent sur les principes établis dans  Lifchus .